# جيولوجيا السعودية

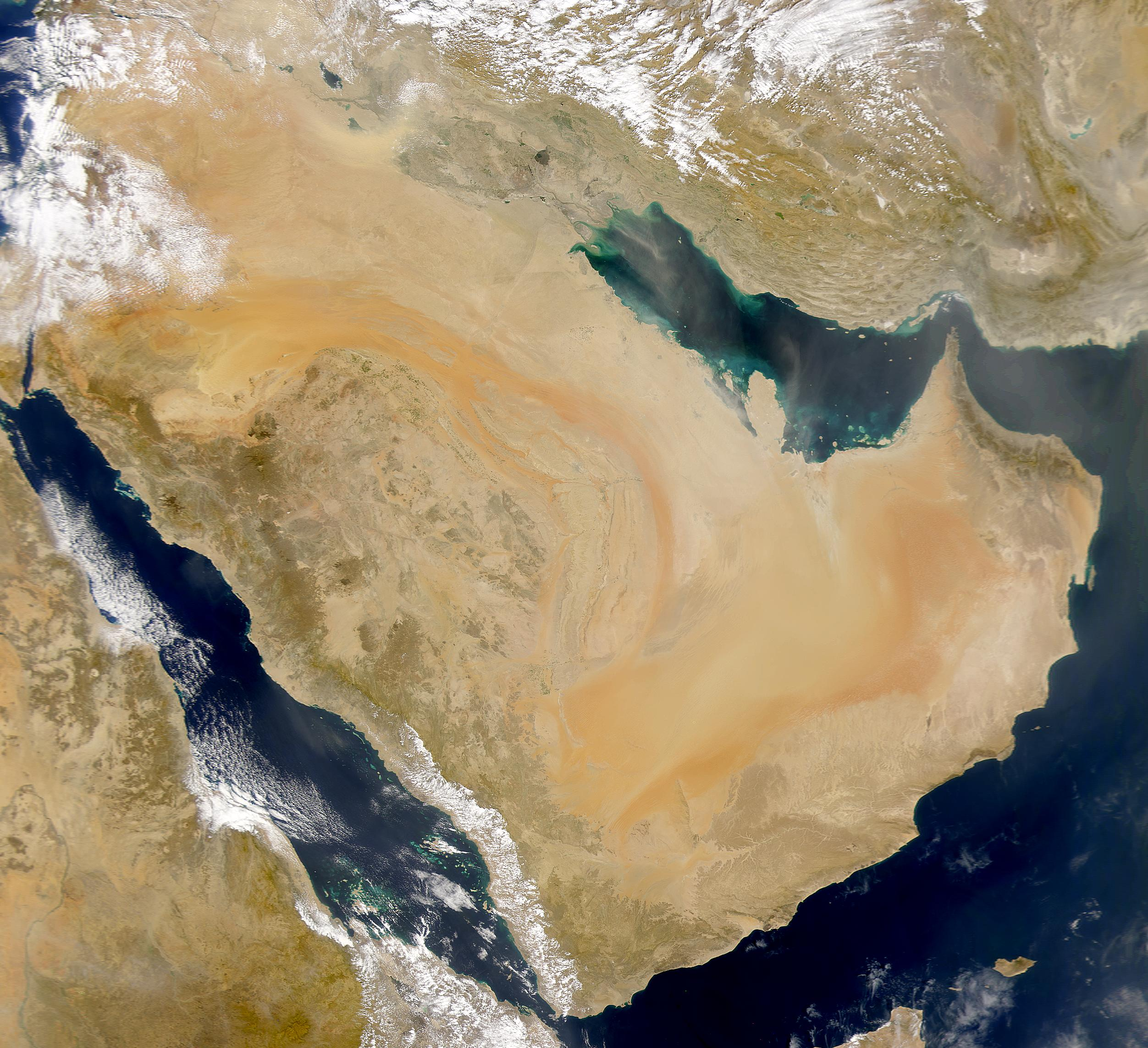
شبه الجزيرة العربية.

جيولوجية المملكة العربية السعودية.

## أقسام جيولوجيا السعودية
تنقسم المملكة العربية السعودية جيولوجياً إلى أربعة نطق متميزة وهي:
1. الدرع العربي وهو يتبع دهر طلائع الحياة ويتمثل في التتابعات البركانية الرسوبية المتحولة التي يتداخل فيها الجرانيت و الجابرو.
2. الرصيف القاري العربي وهو يتبع دهر الحياة الظاهرة ويحتوي على تتابعات رسوبية فتاتية وجيرية ومتبخرات تميل بدرجات خفيفة نحو الشرق مبتعدة عن الدرع العربي.
3. حرات العصر الثلاثي (هضبات واسعة من صخور البازلت)وهي في الغالب تعلو صخور الدرع العربي.
4. السهل الساحلي للبحر الأحمر.

## الدرع العربي
يعتبر الدرع العربي في شبه الجزيرة العربية والدرع النوبي في مصر والسودان جزءً من كتلة شرق أفريقيا الجبلية الممتدة في شرق أفريقيا والمكونة قلب قارة جوندوانا الكبيرة في نهاية عصر ما قبل الكمبري، وقد إنفصل الدرع العربي عن نظيره الدرع النوبي بواسطة أخدود البحر الأحمر. يظهر الدرع العربي على شكل شبه منحرف تبلغ مساحته حوالي (575,000كم2)في السعودية بالإضافة إلى مناطق صغيرة في اليمن والأردن حيث يمثل الجزء الغربي من الجزيرة العربية ويحده من الغرب أخدود البحر الأحمر والسهول الساحلية المسماة سهول تهامة ويحده من الشمال والغرب صخور الغطاء الرسوبي التابعة لدهر الحياة الظاهرة ويبلغ طول الدرع العربي بما في ذلك الامتدادات الموجودة في الشمال الغربي والجنوب الشرقي حوالي (1,800كم) وعرضه كحد أقصى حوالي (700 كم).
ويوجد حوالي (81,000 كم2) من الدرع العربي في المملكة مغطى بحقول بازلتية تابعة لدهر الحياة الحديث ويعتبر الدرع العربي قاعدة للجزيرة العربية ويتكون من عدة أنواع من الصخور التابعة لعصر الكمبري ( أقدم حقب الدهر القديم ) يقابلها أحزمة من الصخور المتحولة المختلفة والصخور المشوهة ويصل عمر هذه الصخور إلى أكثر من 1,200 مليون سنة.

### عوامل تطور الدرع العربي
أدت العوامل التالية إلى تطور الدرع العربي:
1. ترسب الصخور البركانية والرسوبية وحقن الصخور السحيقة على هيئة سلسلة من الأقواس (المجماتية) القطرية.
2. الطي والتصدع وإعادة التبلور للصخور على هيئة سلسلة من الأحداث البنائية.
3. انهيار وتمدد الحزام الحركي المصاحب لترسب صخور رسوبية حديثة وأحواض بركانية وحقن لصخور الجرانيت الحديثة.

وتعتبر الصخور البركانية والرسوبية والسحيقة والتي معظمها صخور جرانيتية والصخور المتحولة التي تشمل صخور النيس والشست الناشئة من تحول الصخور الرسوبية والصخور البركانية السيليكاتية ومعقدات الامفيبولايت المتحولة عن الصخور القاعدية من أهم أنواع صخور الدرع العربي.
وقد تعرضت الصخور الرسوبية والمتحولة لعدة مراحل من التشوه والتحول والتحليل خلال تطور الدرع العربي، وحقنت هذه الصخور بكميات كبيرة من الصخور النارية السحيقة التي تشكل حوالي 55% من صخور الدرع العربي (63% صخور جرانيتية و6% صخور قاعدية وفوق قاعدية) صخور الافيولايت ( و 31% صخور متوسطة).
وقد تم إجراء العديد من الدراسات المتعلقة بنشأة الدرع العربي حيث رجحت أوائل النظريات العلمية الداعية إلى تقسيم الدرع العربي إلى «مقاطعات حركية ساكنة» يحد كلاً منها صدوع وإزاحات أو خطوط التحام، وتظهر تشابهات في تكوينها الصخري والكيميائي، وترابطها في بيئتها البركانية والرسوبية، وانتظامات في تاريخها الصهاري والحركي، وتجانساً داخلياً في تواريخ أعمارها .وقد تم التخلي حديثاً عن نظرية (المقاطعات الحركية الساكنة ) لتحل بديلا لها نظرية (الأقاليم) الأكثر دينامكية التي تشير إلى أن تجاور مجاميع الصخور غير المتجانسة ظاهرياً قد ينشأ عن تكوين وحدات حركية تطبقية كانت متباعدة فيما بينهما .
واقترحت هذه النظرية ستة (أقاليم) أو أكثر في الدرع العربي تفصلها عن بعضها خطوط تصادم أو (التحام) وتتألف هذه الأقاليم في الجزء الغربي من الدرع العربي من أقواس محيطية وغالباً يكون مصاحباً لها معادن الأساس (النحاس والزنك والرصاص) وفي الشرق من صخور ذات طبيعة قارية تكون في الغالب مصاحبة للمعادن النفيسة (الذهب والفضة).
وقد نشأت هذه الأقاليم في البداية منفصلة عن بعضها البعض ولكن بعد التصادم والاندماج أصبح لها نفس التاريخ الجيولوجي .
وتمتاز خطوط التصادم (أو الالتحام )بوجود معقدات إفيولايتية شديدة التشوه تتميز بوجود الصخور القاعدية وفوق القاعدية ويمثل نطاقي التصادم في غرب الدرع العربي في (صدع ينبع) (وصدع بئر عمق) انصهار أقواس الجزر، أما نطاقات التصادم الموجودة في الشرق فإنها تمثل التصادم المحيطي-القاري (صدع نبيتة ) أو التصادم القاري (صدع الأمار ).
وقد حدث الاندماج لأقاليم الدرع العربي من حوالي 715 مليون سنة إلى 630 مليون سنة واستمر بعده التشوه وتداخل للصخور النارية المصاحبة للتصادم وتكونت رواسب سميكة من الصخور الرسوبية والمتحولة وحقنت الصخور الجرانيتية خلال الفترة من 640 مليون سنة إلى 570 مليون سنة كما أزاحت صدوع نجد الالتوائية المتكونة في الفترة من 640 مليون سنة إلى 550 مليون سنة أجزاء من الأحزمة إلى الشمال الغربي من الدرع العربي حيث تميزت هذه الفترة بزيادة الجزء العربي من قارة جوندوانا خلال الحدث الحركي للدرع النوبي .
وتعرضت الصخور الموجودة في نطق التصادم لتحول وتشوه شديدين وخصوصاً الصخور القاعدية وفوق القاعدية ( الأفيولايت ) وهذه العملية تظهر بشكل واضح في نطاق التصادم الموجود بين عفيف وإقليم الحجاز حيث أدى تطور البحار في حزام الطي المصاحب لانهيار وتمدد الكتل إلى تكوين رسوبيات ضحلة إلى قارية وتميز النشاط القطري الرئيسي خلال هذه الفترة بتداخل صخور جرانيتية سحيقة وقذف صخور بركانية ريوليتية (سليكاتية) وفي نهاية هذه الفترة المجماتية تناوبت لابة بازلتية ومتوسطة مع الرسوبيات في التكوين الأحواض القارية المتكون نتيجة الحركة على طول صدوع نجد العرضية المتجهة شمال إلى شمال غرب.
وأظهرت نتائج تقديرات عمر الصخور في الأقاليم الشرقية من الدرع العربي وجود قشرة قارية أقدم من 1200 مليون سنة . وترسبت في الفترة ما بين 850 مليون سنة و 700 مليون سنة في الأقاليم الغربية من الدرع العربي وحدات رسوبية بركانية مصاحبة للصخور السحيقة تظهر في (مدين و الحجاز، وعسير) وأصبحت في الفترة ما بين 700 مليون سنة و 600 مليون سنة ملتحمة مكونةً حزام حركي.
ويظهر الجزء الحديث من الدرع العربي مدفوناً تحت صخور الغطاء التابعة للرصيف القاري العربي حيث تبعه حركة رفع وتعرية أدت إلى ظهور الدرع العربي بشكله الحالي.

## الرصيف القاري العربي
تشكل المساحة الشاسعة للصخور الرسوبية الموجودة في شرق وشمال المملكة الرصيف القاري العربي ويقدر عمر هذه الصخور بأقل من 540 مليون سنة وتتبع دهر الحياة الظاهرة وهي تقع فوق صخور الدرع العربي ولذا سميت بصخور الغطاء الرسوبي.
أعتبر الدرع العربي التابع لعصر ما قبل الكمبري كتلة ثابتة نسبياً وترسب على سطحه الذي تعرض للتعرية تتابعات سميكة من الرواسب القارية والبحرية الضحلة التي تميل بزواية صغيرة في اتجاه الخليج العربي وحوض الربع الخالي الرسوبي ومع ذلك لم يخلُ الدرع العربي من الحركات البائية للألواح الأرضية والتي ترجع في الدرجة الأولى إلى انفصال كتلة قارة جوندوانا القديمة. وأدى التصدع الناتج من هذه الحركات البنائية إلى تكون الأخاديد الوديانية وإلى الهبوط ونشوء قباب وأحواض وأقواس وأغوار ذات اتساع معتبر، وبالتالي تكون قمة قوس حائل بطول حوالي 4كم فوق حوض النفوذ والصخور القديمة في النهاية الشرقية للصفيحة العربية مطمورة تحت أكثر من 10كم من الصخور الرسوبية وهذه ناتجة من انفصال أفريقيا والجزيرة العربية بعد تشظي قارة جوندوانا .
وكانت الجزيرة العربية حتى حوالي 60 مليون سنة مضت جزء من حافة الجزء الجنوبي الشرقي من محيط التيثيس القديم الذي كان يحتل منطقة حزام جبال الألب – الهملايـا الحالي وفاصـلا قارة جوندوانا القديمة (إلى الجنوب ) ولوراسيا (إلى الشمال ) . وأدت الاجتياحات البحرية المتكررة من الشمال والشمال الغربي بشكل دوري إلى حدوث ترسيب دوري للصخور. وكان التغير الجغرافي القديم ناتج من الالتواء البنائي الذي كان أساس لتكون أخدود البحر الأحمر. .وقد أدى ميلان الجزيرة العربية للشرق والتوائها لأسفل نتيجة للأنشطة البنائية على طول حزام الطي بجبال زاجروس وجبال عمان إلى تكوّن منخفض الخليج العربي والسماح باجتياحات بحرية من المحيط الهندي وأدى الهبوط المتباين المحلي لتكون عدة أحواض ثانوية منها الربع الخالي . كما أدى ضعف القشرة في وسط الزمن الثلاثي إلى تكون أخدود البحر الأحمر وإعادة تكون القباب على طول الحافة الشرقية للأخدود والتي خلالها ارتفعت الحافة الغربية للصفيحة العربية حوالي 3كم لتكون جرف البحر الأحمر .وقد صاحب تكون القباب تدفق كميات كبيرة من البازلت أدت إلى تكون الحرات الموجودة في غرب الجزيرة العربية.

## حرات العصر الثلاثي
تغطي الحرات جزءاً كبيراً من الصفيحة العربية حوالي (180،000كم2) وتتكون من حقول بازلتية تابعة للعصر الثلاثي والرباعي وتمتد على هيئة حزام واسع متقطع ذو اتجاه شمالي من اليمن جنوباً حتى سوريا شمالاً، ويعود هذا النمط من الانتشار إلى حركات التكسر (التشقق و الصدوع) المصاحبة لتكون البحر الأحمر، والتي بدأت في نهاية عصر الأوليجوسين أو بداية عصر الميوسين (حوالي 25مليون سنة )فترة انفصال الدرع العربي عن الدرع النوبي الذي أدت إلى انخفاض على طول محور البحر الأحمر وحوافه حيث أصبحت الشقوق ممرا للصهارة البازلتية وتكونت قواطع الجابرو والدولوريت المتجه بمحاذاة محور البحر الأحمر في الحافة الغربية من الدرع العربي على هيئة شقوق مملؤءة بالصهارة القاعدية والتي قد تبلورت في الأعماق وظهرت في الوقت الراهن نتيجة للتعرية الجوية التالية لتكوينها .
وقد وصلت معظم الصهارة إلى سطح الأرض وكونت انسيابات سطحية أدت إلى تكوين الحرات (الهضاب البازلتية) والتي تغطي حوالي 10،000كم2 من الدرع العربي وساحل البحر الأحمر والحروف . وحدثت الثورات البركانية منذ عصر الميوسين (25مليون سنة) إلى الوقت الحاضر حيث تم تسجيل عدة ثورات بركانية في التاريخ الجيولوجي للمنطقة . وتتميز حرات المملكة الواقعة بين الكيلو 50 والكيلو 500 شرق ساحل البحر الأحمر (ماعدا حرة البرك على ساحل البحر الأحمر) بجنوب غرب المملكة بشكل عام بخصائص بركانية وصخرية وتركيبية . ويعكس ظهور الانسيابات القاعدية والحمضية والمخاريط والقباب وجود نشاط بركاني في الماضي الجيولوجي القريب والتي تم تأكيدها من خلال تحديد العمر الجيولوجي بواسطة الإشعاع والسجلات الجيواوجية والتي أظهرت بان آخر ثوران بركاني كان بحرة رهط عام 1256م .

## السهل الساحلي للبحر الأحمر
يشكل السهل الساحلي للبحر الأحمر الحد الشرقي لانخساف كبير تحده الجروف القارية والتي اتسعت خلال انفصال قاع البحر، ويتكون هذا الساحل من نطاق ضيق من تتابعات سميكة من الصخور الرسوبية التابعة لعصر الأوليجوسين . حيث ترسبت عدة رواسب قارية فتاتيه فوق الرواسب البحرية القديمة التابعة لمحيط التيس في عصر الميوسين وتحت أول الطبقات البحرية التي نشأت مع انفتاح البحر الأحمر في وسط عصر الميوسين وهذه الصخور القارية الفتاتية غير معروفة نظرا لوجودها على هيئة بقع تقع على طول السهل الساحلي للبحر الأحمر وتأثرها بصدوع الانخساف .

## حقائق وأرقام جيولوجيا السعودية
- تبلغ مساحة المملكة نحو مليوني كيلو متر مربع، تُمثِّل نحو ( 70%) من مساحة شبه الجزيرة العربية البالغة نحو (2.8) مليون كم2.
- يبلغ عدد مناطق المملكة الإدارية (13) منطقة، تضم (134) محافظات، ونحو (1349) مركزاً.
- أكبر مناطق المملكة مساحة؛ المنطقة الشرقية، إذ تبلغ مساحتها نحو (540.000) كم2، تُمثِّل نحو (27٫6%) من مساحة المملكة.
- أصغر مناطق المملكة مساحة؛ منطقة الباحة، إذ تبلغ مساحتها نحو (12.000) كم2، تُمثِّل نحو (0.6%) من مساحة المملكة.
- أكبر محافظات المملكة مساحة؛ محافظة الأحساء التابعة للمنطقة الشرقية، إذ تبلغ مساحتها نحو (375.000) كم2 ، تُمثِّل نحو(69%) من مساحة المنطقة، حيث تضم أجزاء كبيرة من الربع الخالي.
- أصغر محافظات المملكة مساحة؛ محافظة الحُرَّث التابعة لمنطقة جازان إذ تبلغ مساحتها نحو (100) كم2.
- تجاور المملكة برياً سبع دولة عربية هي: الأردن، والعراق، والكويت، وقطر، والإمارات، وعمان، واليمن، ويبلغ مجموع طول خط الحدود مع هذه الدول نحو (4351) كم.
- أطول خطوط الحدود البريـة للمملكة، خط الحدود البرية بين المملكة والجمهورية اليمنية، إذ يبلغ طوله نحو( 1327) كم، ويُمثِّل نحو (29%) من مجمل طول خط الحدود البرية للمملكة.
- أقصر خطوط الحدود البرية للمملكة، خط الحدود البرية بين المملكة ودولة قطر، إذ يبلغ طوله نحو ( 86) كم.
- ترتبط المملكة مع الدول المجاورة لها بأربعة عشر منفذاً حدودياً؛ حيث ترتبط مع اليمن بأربعة منافذ، ومع الأردن بثلاثة منافذ، ومع الكويت بمنفذين، ومع كل من: العراق والبحرين وقطر والإمارات وعمان بمنفذ واحد لكل دولة.
- تقع سبع من مناطق المملكة على الحدود البرية مع الدول المجاورة لها؛ فمن الشمال: تبوك، والجوف، والحدود الشمالية، والمنطقة الشرقية، ومن الشرق المنطقة الشرقية، ومن الجنوب المنطقة الشرقية ونجران، وعسير، وجازان.
- تجاور المملكة وتقابلها بحرياً عشر دول، منها خمس دول على خليج العقبة والبحر الأحمر؛ حيث تجاورها الأردن، واليمن، وتقابلها مصر والسودان وإريتريا. في حين تجاورها وتقابلها على الخليج العربي خمس دول؛ حيث تجاورها الكويت، وتقابلها إيران، والبحرين، وتجاورها وتقابلها قطر، والإمارات.
- يقع ساحل المملكة على خليج العقبة والبحر الأحمر ضمن أراضي خمس مناطق إدارية، هي: تبوك، والمدينة المنورة، ومكة المكرمة، وعسير، وجازان.
- يقع ساحل المملكة على الخليج العربي ضمن أراضي المنطقة الشرقية.
- تقع الرياض عاصمة المملكة ضمن إقليم نجد ، وتقع مكة المكرمة ضمن إقليم تهامة ، و تقع المدينة المنورة ضمن إقليم الحجاز .[1]
- يبلغ عدد سكان المملكة حسب النتائج الأولية لتعداد السكان والمساكن في عام 1431هـ (2010م) (27.136.977) نسمة.
- تبلغ نسبة السكان السعوديين من مجمل السكان في المملكة نحو 68.9% ، في حين تبلغ نسبة غير السعوديين نحو 31.1%.
- تبلغ نسبة الذكور السعوديين من مجمل السكان السعوديين نحو 50.9%، في حين تبلغ نسبة الأناث نحو 49.1%.
- يبلغ عدد المساكن المشغولة في المملكة حسب النتائج الأولية لتعداد السكان والمساكن في عام 1431هـ (2010م) (4.643.151) مسكناً.
- أكثر مناطق المملكة في عدد السكان؛ منطقة مكة المكرمة، إذ يبلغ عدد سكانها (6.915.006)، يُمثِّلون نحو (25.5%) من سكان المملكة.
- أقل مناطق المملكة في عدد السكان؛ منطقة الحدود الشمالية، إذ يبلغ عدد سكانها (320.524)، يُمثِّلون نحو (1.2%) من سكان المملكة.
- أكثر محافظات مناطق المملكـة في عدد السكان؛ محافظة جدَّة التابعة لمنطقة مكة المكرمة، إذ يبلـغ عـدد سكانـها ( 3.456.259).
- أقل محافظات مناطق المملكة في عدد السكان؛ محافظة الخِرْخِير التابعة لمنطقة نجران، إذ يبلغ عدد سكانها (4015 نسمة).
- تضم المملكة أربع مدن مليونية من حيث عدد السكان، هي: الرِّياض (5.188.286 نسمة)، وجدَّة (3.430.697 نسمة)، ومكة المكرمة (1.534.731 نسمة)، والمدينة المنورة (1.100.093 نسمة).
- يبلغ معدل كثافة السكان في المملكة نحو 13٫9 شخص في الكيلومتر المربع.
- أكثر مناطق المملكة كثافة في السكان؛ منطقة جازان، إذ يبلغ معدل الكثافة السكانية فيها نحو 105 أشخاص في الكليومتر المربع.
- أقل مناطق المملكة كثافة في السكان؛ منطقة الحدود الشمالية، إذ يبلغ معدل الكثافة السكانية فيها نحو 3.1 شخص في الكليومتر المربع.
- تبلغ مساحة الدرع العربي نحو (630.000) كم2، تُمثِّل نحو (32%) من مساحة المملكة.
- تبلغ مساحة الرصيف العربي (الغطاء الرسوبي) نحو (1.320.000) كم2، تُمثِّل نحو (68%) من مساحة المملكة.
- تبلغ مساحة الحرَّات في المملكة نحو ( 90.000) كم2،تُغطّي نحو ( 4.6% ) من مساحة المملكة.
- أكبر الحرَّات في المملكة؛ حرّة رِهاط، إذ تبلغ مساحتها نحو (20.000) كم2.
- أحدث البراكين نشاطاً في المملكة؛ هو البركان التاريخـي (جبل الملساء)؛ الواقع في الطرف الشمالي الشرقي من حرّة رِهاط، جنوب شرق المدينة المنورة، والذي ثار وتدفقت حممه التي وصلت إلى قرب الأطراف الشرقية للمدينة المنورة عام 654هـ (1256م).
- أوسع الفوهات البركانية في المملكة؛ فوّهة هَرْمة؛ إذ يبلغ قطرها نحو (0007) متر، في حين يبلغ عمقها نحو (05) متراً.
- أعمق الفوهات البركانية في المملكة؛ فوّهة الوَعَبة (مَقْلع طِمِيّة)؛ إذ يصل عمقها إلى نحو(220) متر عن مستوى سطح الأرض المحيطة بها، في حين يبلغ قطرها نحو (2000) متر.
- يبلغ طول نفود الدَّهْناء نحو (1200) كم.
- يبلغ طول حافة طُويق نحو (1200) كم.
- يبلغ طول حافة العُرُمة نحو (400) كم.
- أعلى الجبال في المملكة؛ جبل السُّودَة ـ أحد جبال الحجاز ـ الواقع شمال غرب مدينة أبها، إذ يبلغ ارتفاعه نحو (3015) متراً.
- أعلى جبال الحجاز؛ جبل السودة الواقع شمال غرب مدينة أبها، إذ يبلغ ارتفاعه نحو (3015) متراً.
- أعلى جبال تهامة؛ جبل العريف الواقع في جازان، إذ يبلغ ارتفاعه نحو (2632) متراً.
- أعلى جبال مَدْين؛ جبل فَيْحان من جبال اللَّوز الواقع في منطقة تبوك، إذ يبلغ ارتفاعه نحو (2549) متراً.
- أعلى جبال نجد؛ جبل أجا الواقع في منطقة حائل، إذ يبلغ ارتفاعه نحو (1544) متراً.
- أعلى قمم حافة طُويق؛ قمة فريدة الشَّظْية الواقعة شمال غرب مدينة الحَرِيق في منطقة الرياض، إذ يبلغ ارتفاعها نحو (1196) متراً.
- أخفض منطقة في المملكة؛ سبخة الحُمُر (بطن الطَّرْفاء) الواقعة جنوب منفذ بَطْحاء الحدودي مع دولة الإمارات العربية المتحدة، إذ يصل مستوى منسوب سطحها إلى (24) متراً تحت مستوى سطح البحر.
- تبلغ مساحة التجمعات الرملية في المملكة نحو (635,000) كم2، تُمثِّل نحو (33%) من مساحة المملكة.
- أكبر التجمعات الرملية في المملكة؛ الرُّبع الخالي، إذ تبلغ مساحته نحو (430.000) كم2، تُغطّي نحو (22%) من مساحة المملكة.
- أطول الأودية في المملكة؛ وادي الرُّمَة ، إذ يبلغ طوله نحو (510كم)، يليه وادي بيشة (460كم)، ثم وادي الحمض (400كم).
- أكبر سِباخ شبه الجزيرة العربية؛ سبخة أم السَّمِيم الواقعة على الحدود بين المملكة وسلطنة عُمان، تليها سبخة مُطِّي الواقعة على الحدود بين المملكة ودولة الإمارات العربية المتحدة.
- أكبر سِباخ المملكة؛ سبخة حضوضاء في وادي السرحان في منطقة الجوف، إذ تبلغ مساحتها نحو(540كم2).
- يبلغ طول سواحل المملكة على خليج العقبة والبحر الأحمر والخليج العربي نحو (3800)كم.
- يبلغ طول ساحل المملكة على خليج العقبة والبحر الأحمر نحو (2600) كم، منها نحو (180) كم على خليج العقبة.
- يقع ساحل المملكة على خليج العقبة والبحر الأحمر ضمن أراضي خمس مناطق إدارية هي: تبوك، المدينة المنورة، ومكة المكرمة، وعسير، وجازان.
- يبلغ طول ساحل المملكة على الخليج العربي نحو (1200) كم.
- يقع ساحل المملكة على الخليج العربي ضمن أراضي المنطقة الشرقية.
- يبلغ طول شرم أبحر على البحر الأحمر نحو (9)كم.
- يبلغ طول خور الخفجي على الخليج العربي نحو (7)كم.
- يبلغ عدد الجزر التابعة للمملكة نحو (1285) جزيرة، منها نحو (1150) جزيرة في البحر الأحمر وخليج العقبة، وتُمثّل نحو (89%) من مجمل جزر المملكة، في حين يبلغ عدد الجزر السعودية في الخليج العربي نحو (135) جزيرة، وتُمثّل نحو (11%) من مجمل جزر المملكة.
- أكبر الجزر السعودية؛ جزيرة فَرَسان الكبير ـ إحدى جزر أرخبيل فَرَسان في منطقة جازان ـ الواقعة في البحر الأحمر، إذ تبلغ مساحتها نحو (380) كم2.
- أكبر الجزر السعودية في الخليج العربي؛ جزيرة أبو علي؛ الواقعة شمال الجبيل؛ إذ تبلغ مساحتها نحو (59٫3) كم2.
- أبعد الجزر السعودية عن الساحل في البحر الأحمر؛ جزيرة البغلة، إذ تبعد عنه نحو (57٫8) ميلاً بحرياً.
- أبعد الجزر السعودية عن الساحل في الخليج العربي؛ جزيرة العربية، إذ تبعد عنه نحو (50) ميلاً بحرياً.
- أعمق نقطة في البحر الأحمر تقع وسط البحر الأحمر؛ إلى الجنوب الغربي من مدينة جدَّة؛ ويصل عمقها إلى نحو (2900) متراً.
- أعمق نقطة في الخليج العربي تقع قرب مدخل مضيق هُرْمُز؛ ويصل عمقها إلى نحو (120) متراً.
- يبلغ طول البحر الأحمر من مضيق باب المندب جنوباً إلى رأس محمد شمالاً نحو 1100 ميل بحري (2040كم).
- يبلغ أقصى عرض للبحر الأحمر نحو 216 ميلاً بحرياً (400كم)؛ في المنطقة الواقعة بمحاذاة دائرة العرض50 َ 18 ْشمالاً تقريباً.
- تبلغ مساحة المسطحات المائية في البحر الأحمر نحو (450٫000) كم2.
- يبلغ طول خليج العقبة من مضيق ثيران جنوباً إلى نهايته في الشمال نحو 100ميل بحري (185كم).
- يبلغ أقصى عرض لخليج العقبة نحو 18ميلاً بحرياً (33كم)؛ في المنطقة الواقعة بمحاذاة دائرة العرض 26 َ 28 ْشمالاً تقريباً.
- يبلغ طول الخليج العربي من مضيق هرمز جنوباً إلى الفاو شمالاً نحو 600ميل بحري (1100كم).
- يبلغ أقصى عرض للخليج العربي نحو 243ميلاً بحرياً (450كم)، في المنطقة الواقعة بمحاذاة دائرة العرض 35 َ 26 ْشمالاً تقريباً.
- تبلغ مساحة المسطحات المائية في الخليج العربي نحو (235٫000) كم2.
- أول منجم تعدين حديث في المملكة هو منجم مهد الذهب؛ وقد بدأت عملية التعدين فيه عام 1359هـ (1939م)، تلاه منجم الذهب في ظلم؛ الذي بدأت عملية التعدين فيه عام 1370هـ (1950م).
- تتبوأ المملكة المركز الأول عالمياً في احتياطـي النفط، حيث يصل احتياطيها من النفط حتى عام 1431هـ (2010م) إلى نحو (260٫1)مليار برميل؛ ويُمثّل نحو (20%) من الاحتياطي العالمي.
- تتبوأ المملكة المركز الأول عالمياً في تصدير النفط.
- أول حقل نفط اكتشف في المملكة حقل الدمام عام 1358هـ (1938م).
- تعد بئر الخير (بئر الدمام 7)؛ أول بئر تنتج النفط في المملكة بكميات تجارية، وكان ذلك عام 1358هـ (1938م).
- أكبر الحقول النفطية البرية في العالم؛ حقل الغَوَار النفطي الواقع في المنطقة الشرقية.
- أكبر الحقول النفطية المغمورة في العالم؛ حقل السَّفّانية النفطي الواقع في الخليج العربي.
- بلغ عدد حقول النفط والغاز في المملكة حتى عام1431هـ (2010م) (114) حقلاً.
- تتبوأ المملكة المركز الرابع عالمياً في احتياطي الغاز؛ حيث يصل احتياطيها من الغاز حتى عام 1431هـ (2010م) إلى نحو (279) تريليون قدم مكعب قياسي .
- تتبوأ المملكة المركز السادس عالمياً في احتياطي الفوسفات.
- أول طريق معبد في المملكة أُنشئ عام 1344هـ (1925م) يربط بين مكة المكرمة والطائف، تلاه طريق الرياض الأحساء في عام 1347هـ (1927م).
- بلغ طول شبكة الطرق المعبدة في المملكة بأنواعها حتى عام 1432هـ (2011م) نحو (58٫000) كيلو متر.
- أول خط سكة حديد في المملكة اُفتتح عام 1371هـ (1951م)، ويربط بين ميناء الدمام والرياض.
- بلغ عدد المطارات في المملكة حتى عام 1432هـ (2011م) سبعة وعشرين مطاراً؛ منها أربعة مطارات دولية في كل من: الرياض، وجدة، والدمام، والمدينة المنورة.
- بلغ عدد الجامعات في المملكة حتى عام 1432هـ (2011م) (34) جامعة؛ منها (24) جامعة حكومية.
- تتبوأ المملكة المركز الأول عالمياً في مجال تحلية المياه المالحة.
- أكبر السدود في المملكة من حيث السعة والتخزين؛ سد الملك فهد على وادي بِيْشة، يليه سد وادي حلي، ثم سد وادي بيش.
- توجد في المملكة في منطقة القصيم؛ أكبر مزرعتي نخيل في العالم، تضم كل واحدة منهما نحو ربع مليون نخلة.
- يبلغ عدد خرائط الأساس الطبوغرافية للمملكة مقياس رسم 50.000:1 التي انتجتها إدارة المساحة الجوية في وزارة البترول والثروة المعدنية (وزارة الطاقة والصناعة والثروة المعدنية حاليا)، (2315) خريطة.
- يبلغ عدد الخرائط الطبوغرافية للمملكة مقياس رسم 1: 100٫000 التي انتجتها إدارة المساحة الجوية لتغطية الربع الخالي (174)خريطة.
- يبلغ عدد الخرائط الطبوغرافية للمملكة مقياس رسم 250.000:1 التي انتجتها إدارة المساحة الجوية (136) خريطة.
- يبلغ عدد الخرائط الطبوغرافية للمملكة مقياس رسم 500.000:1 التي انتجتها إدارة المساحة الجوية (43) خريطة.
- يبلغ عدد الخرائط الجيولوجية للمملكة مقياس رسم 250.000:1 التي انتجتها هيئة المساحة الجيولوجية السعودية (78) خريطة.

## المصطلحات المحلية لوصف بعض المظاهر الطبيعية والبشرية
هناك بعض المظاهر والمعالم يُطلق عليها وصفاً محلياً مختلفاً من منطقة لأخرى؛ من واقع البيئة المحلية لكل منطقة؛ وغالباً ما يكون هذا الوصف مرتبطاً بشكل المعلم أو تكوينه أو هيئته أو مظهره أو حجمه؛ إذ يُطلق مثلاً على بعض المجاري المائية في منطقة اسم «شعيب»، وفي منطقة أخرى اسم «رجلة»، وفي منطقة ثالثة اسم «شغية»، وفي رابعة اسم «شجنة». وهناك بعض الأوصاف تستخدم في منطقة لمعلم محدد؛ ويُطلق الوصف نفسه على معلم مختلف في منطقة أخرى، مثل وصف الخور؛ فهو يُطلق على البئر المالحة في منطقة، وعلى مجرى مائي في منطقة أخرى، وعلى لسان بحري ضحل يتعمق في اليابسة في ثالثة.
وقد اُعتمد في إيراد التفسير اللغوي لهذه المصطلحات على الوصف المحلي، والملاحظة الشخصية خلال الأعمال الميدانية؛ التي تأتي غالباً موافقة لما ورد في بعض معاجم اللغة العربية، ومصدر هذه المصطلحات إصدارات هيئة المساحة الجيولوجية السعودية.

## وصلات خارجية
- وزارة الطاقة والصناعة والثروة المعدنية السعودية
- هيئة المساحة الجيولوجية السعودية
- تحميل كتاب المملكة العربية السعودية .. حقائق وأرقام بنسخة PDF

## أقرأ أيضاً
- شبه الجزيرة العربية
- الصحراء العربية
- فوهة الوابر
- أودية صحراوية